# Piłka nożna w Polsce (2007/2008)
Piłka nożna w Polsce – sezon 2007/2008
- Mistrz Polski: Wisła Kraków
- Wicemistrz Polski: Legia Warszawa
- Zdobywca Pucharu Polski: Legia Warszawa
- Zdobywca Pucharu Ekstraklasy: Dyskobolia Grodzisk Wielkopolski
- Zdobywca Superpucharu Polski: Legia Warszawa
- Spadek z I ligi: Widzew Łódź, Zagłębie Sosnowiec, Zagłębie Lubin, Korona Kielce
- Awans do I ligi: Lechia Gdańsk, Śląsk Wrocław, Piast Gliwice, Arka Gdynia
- Mistrz jesieni w I lidze: Wisła Kraków
- Mistrz jesieni w II lidze: Piast Gliwice
- start w eliminacjach Ligi Mistrzów: Wisła Kraków
- start w Pucharze UEFA: Legia Warszawa, Lech Poznań
- start w Pucharze Intertoto: Cracovia
- Zwycięzca Młodej Ekstraklasy: Wisła Kraków

- I liga polska w piłce nożnej (2007/2008)
- II liga polska w piłce nożnej (2007/2008)
- III liga polska w piłce nożnej (2007/2008)
- IV liga polska w piłce nożnej (2007/2008)
- Puchar Polski w piłce nożnej (2007/2008)
- Puchar Ekstraklasy (2007/2008)
- Superpuchar Polski w piłce nożnej 2008